# Lely (Unternehmen)
Die Lely Group ist ein international tätiges Familienunternehmen im Agrarsektor mit Hauptsitz in Maassluis, Niederlande. Seit der Gründung im Jahr 1948 hat sich Lely zu einem weltweit agierenden Unternehmen in der landwirtschaftlichen Automatisierung entwickelt. Lely betreibt zwei Produktionsstandorte – einen in Maassluis und einen in Pella (USA).
Weltweit beschäftigt das Unternehmen 2.500 Mitarbeiter in 50 Ländern. Das Unternehmen hält über 1.500 aktive Patente.

## Geschichte und Produkte

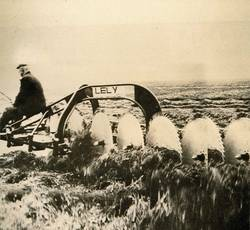
Sternradschwader 1948, nach dessen Erfindung wurde Lely gegründet.

Im Jahr 1948 gründeten die Brüder Cornelis und Arij van der Lely in Maassluis (Niederlande) ihr Unternehmen, um die landwirtschaftliche Arbeit durch den Einsatz von Maschinen im Ackerbau zu erleichtern. Die erste Patentanmeldung gelang mit einem Sternradschwader und 1958 mit der Entwicklung eines Düngerstreuers, der bis heute in Amerika verwendet wird. Ein großer internationaler Erfolg wurde 1968 die Kreisel-Egge Lelyterra. Im Jahr 1989 übernahm Olaf van der Lely, der Sohn des Firmengründers Cornelis, die Unternehmensleitung. Lely stellte 1992 den Prototyp des ersten Melkroboters Lely Astronaut vor. Die offizielle Markteinführung folgte 1995.

Im Jahr 2004 übernahm Alexander van der Lely die Unternehmensführung. Ab 2005 brachte Lely viele weitere Produkte auf den Markt im Bereich der Stallautomatisierung. Die Produktion für Ladewagen befand sich in Waldstetten, bis Lely die Kipperproduktion Ende 2016 einstellte. Im Jahr 2022 eröffnete Lely in Nordamerika den Lely Park, und der Lely Campus in Maassluis wurde erweitert. Die feierliche Eröffnung erfolgte durch König Willem-Alexander. 2023 feierte das Unternehmen sein 75-jähriges Bestehen. 2024 stellte Lely im Rahmen der Yellow Revolution Days die neuen Konzepte Lely Zeta zur Stallüberwachung sowie den Lely Juno Max, einen Futteranschieber für Großbetriebe vor.

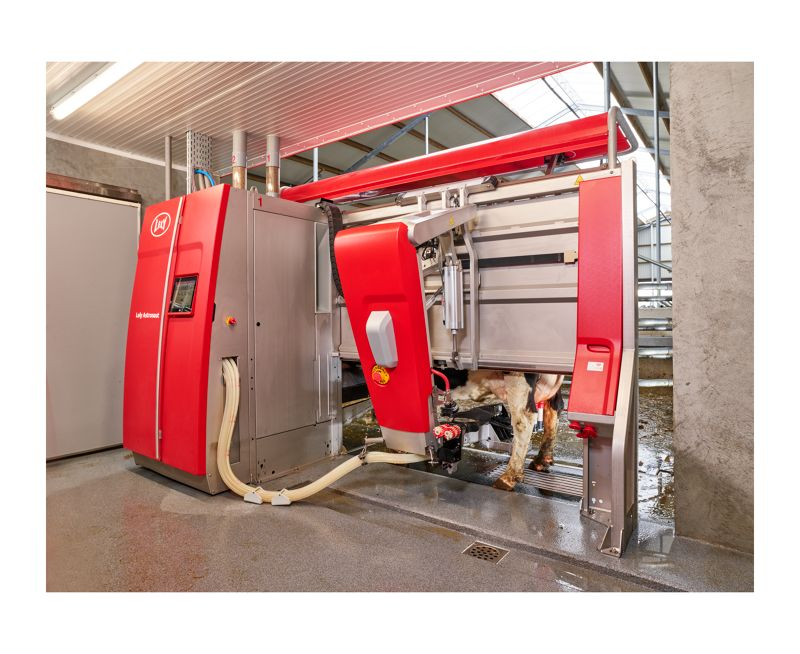
Melkroboter Lely Astronaut A5

## Standorte
Die Lely Deutschland GmbH hat seit Juni 2022 ihren Sitz in Günzburg, Bayern. Von diesem Standort aus werden landwirtschaftliche Betriebe in der gesamten DACH-Region betreut, über 13 Lely-Center in Deutschland, Österreich und der Schweiz.